# رژینتسی
رژینتسی (به بلغاری: Rezhintsi) یک منطقهٔ مسکونی در بلغارستان است که در شهرستان کیوستندیل واقع شده‌است.